# Coelioxys occidentalis
Coelioxys occidentalis är en biart som beskrevs av Holmberg 1916. Coelioxys occidentalis ingår i släktet kägelbin, och familjen buksamlarbin. Inga underarter finns listade i Catalogue of Life.